# نیهون دمپا کوگیو
نیهون دمپا کوگیو (انگلیسی: Nihon Dempa Kogyo) شرکت الکترونیک ژاپنی است، که در سال ۱۹۴۸ تأسیس شد.